# Real Sebastiani Rieti 2023-2024
Questa voce raccoglie le informazioni riguardanti la Real Sebastiani Rieti nelle competizioni ufficiali della stagione 2023-2024.

## Verdetti stagionali
- Serie A2: Semifinali playoff

- Coppa Italia LNP: Non qualificata

- Supercoppa LNP: Semifinale

## Stagione
La stagione 2023-2024 della Real Sebastiani Rieti è l'11ª nel secondo campionato italiano di pallacanestro, la Serie A2. Pochi giorni dopo il termine della stagione 2022-2023, coinciso con la sconfitta nel terzo match del concentramento di Ferrara contro Vigevano e la conseguente mancata promozione sul campo, il patron Roberto Pietropaoli annuncia di aver acquistato il diritto di A2 di Mantova, riportando dunque la Sebastiani nel secondo campionato nazionale a distanza di 16 anni dall'ultima volta. Sul fronte allenatore la società sceglie di non confermare Sandro Dell'Agnello, puntando invece su Alessandro Rossi, il quale torna a Rieti due anni dopo la sua precedente esperienza alle pendici del Terminillo come allenatore della N.P.C. Rieti, con Andrea Ruggieri e il riconfermato Enrico Miluzzi in qualità di assistenti. Dalla precedente annata vengono confermati in rosa Lorenzo Piccin, Gianluca Frattoni e Marco Spanghero, che diventa il nuovo capitano della Sebastiani. Sul fronte nuovi acquisti, per quanto riguarda gli italiani arrivano a Rieti Davide Raucci, Alvise Sarto, Danilo Petrovic, Nazzareno Italiano, Vittorio Nobile e Andrea Ancellotti, mentre per quanto riguarda i due americani, la scelta della società ricade sul playmaker Jazz Johnson e sull'ala-centro Dustin Hogue. Nel corso della stagione arriveranno anche il playmaker Giacomo Sanguinetti è l’ala-centro Karl Markus Poom, mentre Frattoni sarà ceduto in prestito a San Severo fino al termine del campionato. In Supercoppa, la Sebastiani supera il girone con LUISS Roma e Latina e batte Cento nei quarti di finale, arrivando così alle Final Four di Montecatini, dove viene sconfitta da Treviglio in semifinale. In campionato la Sebastiani conclude la prima fase al 4º posto con 26 punti, frutto di 13 vittorie e 9 sconfitte. Nella fase a orologio la Sebastiani ottiene 7 vittorie in 10 partite, migliorando ulteriormente la propria classifica e arrivando ai playoff da terza classificata. Nella post-season la RSR supera Rimini per 3-0 nei quarti di finale, venendo successivamente eliminata in semifinale dalla Fortitudo Bologna con lo stesso punteggio.

## Divise di gioco
Il fornitore ufficiale di materiale tecnico per la stagione 2023-2024 è Erreà.

## Organigramma societario
- Patron e Proprietà: Roberto Pietropaoli
- Proprietà: Antonella Cingolani
- Presidente Onoraria: Beatrice Ratti
- Presidente: Giorgio Pietropaoli
- General Manager: Nicola Tolomei
- Direttore Generale: Anna Elisa Pace
- Direttore Sportivo: Luca Palombi
- Team Manager: Danilo Antonetti

## Roster 2023-2024
Aggiornato al 18 dicembre 2023.
| Real Sebastiani Rieti 2023-24 | Real Sebastiani Rieti 2023-24 |
| Giocatori                     | Staff tecnico                 |
| ----------------------------- | ----------------------------- |

| N. | Naz.                                   | Ruolo | Nome                | Anno | Alt.   | Peso   |  |
| -- | -------------------------------------- | ----- | ------------------- | ---- | ------ | ------ |  |
| 3  | Italia (bandiera)                      | AP    | Alvise Sarto        | 2000 | 203 cm | 92 kg  |  |
| 5  | Italia (bandiera)                      | PG    | Giacomo Sanguinetti | 1990 | 181 cm | 83 kg  |  |
| 10 | Serbia (bandiera) · Italia (bandiera)  | AC    | Danilo Petrovic     | 1999 | 203 cm | 100 kg |  |
| 13 | Italia (bandiera)                      | G     | Lorenzo Piccin      | 2002 | 191 cm | 80 kg  |  |
| 15 | Stati Uniti (bandiera)                 | AC    | Dustin Hogue        | 1992 | 198 cm | 100 kg |  |
| 21 | Italia (bandiera)                      | C     | Andrea Ancellotti   | 1988 | 212 cm | 100 kg |  |
| 22 | Stati Uniti (bandiera)                 | PG    | Jazz Johnson        | 1996 | 178 cm | 86 kg  |  |
| 24 | Italia (bandiera)                      | A     | Davide Raucci       | 1990 | 198 cm | 106 kg |  |
| 30 | Estonia (bandiera) · Italia (bandiera) | AC    | Karl Markus Poom    | 2004 | 204 cm | 93 kg  |  |
| 31 | Italia (bandiera)                      | A     | Nazzareno Italiano  | 1991 | 198 cm | 103 kg |  |
| 32 | Italia (bandiera)                      | PG    | Vittorio Nobile     | 1995 | 193 cm | 91 kg  |  |
| 45 | Italia (bandiera)                      | PG    | Marco Spanghero (C) | 1991 | 187 cm | 82 kg  |  |

| Allenatore                                                                                     |
| - Alessandro Rossi                                                                             |
| Assistente/i                                                                                   |
| - Andrea Ruggieri - Enrico Miluzzi Legenda - (C) Capitano - (IN) Inattivo - Infortunato Roster |

## Mercato

### Sessione estiva
| R  | Nome               | da                                  | Modalità   |
| -- | ------------------ | ----------------------------------- | ---------- |
| PG | Vittorio Nobile    | Associazione Pallacanestro Udinese  | Definitivo |
| PG | Jazz Johnson       | Rinascita Basket Rimini             | Definitivo |
| AP | Alvise Sarto       | Universo Treviso Basket             | Definitivo |
| A  | Nazzareno Italiano | Fortitudo Pallacanestro Bologna 103 | Definitivo |
| A  | Davide Raucci      | San Giobbe Chiusi                   | Definitivo |
| AC | Danilo Petrovic    | Basket Ravenna Piero Manetti        | Definitivo |
| AC | Dustin Hogue       | Promitheas Patrasso B.C.            | Definitivo |
| C  | Andrea Ancellotti  | Pallacanestro Chieti                | Definitivo |

| R  | Nome                | a                            | Modalità   |
| -- | ------------------- | ---------------------------- | ---------- |
| P  | Alessandro Piazza   | New Flying Balls Ozzano      | Definitivo |
| PG | Franko Bushati      | Tigers Cesena                | Definitivo |
| G  | Marco Contento      | Pallacanestro Ruvo di Puglia | Definitivo |
| AP | Alessandro Ceparano | Brianza Casa Basket          | Definitivo |
| AP | Nicola Mastrangelo  | Montecatiniterme Basketball  | Definitivo |
| AP | Alessio Mazzotti    | Tigers Cesena                | Definitivo |
| AG | Riccardo Chinellato | Fulgor Omegna                | Definitivo |
| C  | Giordano Pagani     | Pielle Livorno               | Definitivo |
| C  | Ferdinando Matrone  | Virtus Salerno               | Definitivo |
| C  | Samuele Valente     | Corona Platina Piadena       | Definitivo |

### Durante il campionato
| R  | Nome                | da                | Modalità   |
| -- | ------------------- | ----------------- | ---------- |
| P  | Giacomo Sanguinetti | svincolato        | Definitivo |
| AC | Karl Markus Poom    | Monferrato Basket | Definitivo |

| R | Nome              | a                     | Modalità |
| - | ----------------- | --------------------- | -------- |
| P | Gianluca Frattoni | Cestistica San Severo | Prestito |

## Risultati

### Supercoppa LNP

#### Girone H
| Roma 12 settembre 2023, ore 18:30 2ª giornata                                                                                            | LUISS Roma | 75 – 70 (18-9; 29-25; 57-50) referto | Real Sebastiani Rieti | PalaLuiss |
| Cucci 21 Punti 18 Hogue D'Argenzio 3 Assist 1 5 giocatori Cucci 9 Rimbalzi 6 Hogue , Johnson Andrea Paccariè Allenatori Alessandro Rossi |            |                                      |                       |           |
| |            |                                      |                       |           |
| Cucci 21 | Punti      | 18 Hogue                             |                       |           |
| D'Argenzio 3 | Assist     | 1 5 giocatori                        |                       |           |
| Cucci 9 | Rimbalzi   | 6 Hogue, Johnson                     |                       |           |
| Andrea Paccariè | Allenatori | Alessandro Rossi                     |                       |           |

| Rieti 15 settembre 2023, ore 20:45 3ª giornata                                                                                | Real Sebastiani Rieti | 73 – 58 (20-15; 31-33; 54-44) referto | Latina Basket | PalaSojourner |
| Johnson 19 Punti 17 Romeo Hogue 3 Assist 1 5 giocatori Hogue 12 Rimbalzi 8 Fall Alessandro Rossi Allenatori Giuseppe Di Manno |                       |                                       |               |               |
| |                       |                                       |               |               |
| Johnson 19 | Punti                 | 17 Romeo                              |               |               |
| Hogue 3 | Assist                | 1 5 giocatori                         |               |               |
| Hogue 12 | Rimbalzi              | 8 Fall                                |               |               |
| Alessandro Rossi | Allenatori            | Giuseppe Di Manno                     |               |               |

#### Classifica Girone H
| Pos | Squadra               | G | V | P | PF  | PS  | DP  | Pt | Qualificazione |
| --- | --------------------- | - | - | - | --- | --- | --- | -- | -------------- |
| 1   | Real Sebastiani Rieti | 2 | 1 | 1 | 143 | 133 | +10 | 2  | Qualificata    |
| 2   | LUISS Roma            | 2 | 1 | 1 | 160 | 165 | −5  | 2  |                |
| 3   | Latina Basket         | 2 | 1 | 1 | 153 | 158 | −5  | 2  |                |

#### Quarti di finale
| Cento 19 settembre 2023, ore 20:30 Quarti di finale                                                                                           | Benedetto XIV Cento | 49 – 71 (12-13; 23-39; 41-51) referto | Real Sebastiani Rieti | Baltur Arena |
| Mussini 27 Punti 18 Johnson Mussini 3 Assist 3 Spanghero , Ancellotti Palumbo 12 Rimbalzi 10 Hogue Matteo Mecacci Allenatori Alessandro Rossi |                     |                                       |                       |              |
| |                     |                                       |                       |              |
| Mussini 27 | Punti               | 18 Johnson                            |                       |              |
| Mussini 3 | Assist              | 3 Spanghero, Ancellotti               |                       |              |
| Palumbo 12 | Rimbalzi            | 10 Hogue                              |                       |              |
| Matteo Mecacci | Allenatori          | Alessandro Rossi                      |                       |              |

#### Semifinale
| Montecatini Terme 23 settembre 2023, ore 20:30 Semifinale                                                                              | Real Sebastiani Rieti | 74 – 92 (22-26; 41-58; 57-86) referto | Blu Treviglio | PalaTerme |
| Johnson 20 Punti 26 Miaschi Spanghero 4 Assist 2 5 giocatori Hogue 6 Rimbalzi 6 Miaschi Alessandro Rossi Allenatori Alessandro Finelli |                       |                                       |               |           |
| |                       |                                       |               |           |
| Johnson 20 | Punti                 | 26 Miaschi                            |               |           |
| Spanghero 4 | Assist                | 2 5 giocatori                         |               |           |
| Hogue 6 | Rimbalzi              | 6 Miaschi                             |               |           |
| Alessandro Rossi | Allenatori            | Alessandro Finelli                    |               |           |

### Campionato

#### Girone di andata
| Agrigento 30 settembre 2023, ore 18:00 1ª giornata                                                                                         | Fortitudo Agrigento | 67 – 75 (7-19; 22-38; 49-54) referto | Real Sebastiani Rieti | PalaMoncada |
| Sperduto 28 Punti 19 Johnson 3 giocatori 4 Assist 2 4 giocatori Polakovich 14 Rimbalzi 7 Johnson Damiano Pilot Allenatori Alessandro Rossi |                     |                                      |                       |             |
| |                     |                                      |                       |             |
| Sperduto 28 | Punti               | 19 Johnson                           |                       |             |
| 3 giocatori 4 | Assist              | 2 4 giocatori                        |                       |             |
| Polakovich 14 | Rimbalzi            | 7 Johnson                            |                       |             |
| Damiano Pilot | Allenatori          | Alessandro Rossi                     |                       |             |

| Rieti 7 ottobre 2023, ore 18:00 2ª giornata                                                                                    | Real Sebastiani Rieti | 91 – 84 (28-25; 51-38; 69-57) referto | Basket Torino | PalaSojourner |
| Johnson 27 Punti 22 Kennedy 4 giocatori 2 Assist 5 Vencato Hogue 11 Rimbalzi 7 Thomas Alessandro Rossi Allenatori Franco Ciani |                       |                                       |               |               |
| |                       |                                       |               |               |
| Johnson 27 | Punti                 | 22 Kennedy                            |               |               |
| 4 giocatori 2 | Assist                | 5 Vencato                             |               |               |
| Hogue 11 | Rimbalzi              | 7 Thomas                              |               |               |
| Alessandro Rossi | Allenatori            | Franco Ciani                          |               |               |

| Treviglio 11 ottobre 2023, ore 20:30 3ª giornata                                                                                          | Blu Treviglio | 89 – 88 (30-20; 47-40; 73-69) referto | Real Sebastiani Rieti | PalaMascio |
| Miaschi 23 Punti 20 Johnson Vitali 8 Assist 9 Johnson Harris 6 Rimbalzi 5 Hogue , Italiano Alessandro Finelli Allenatori Alessandro Rossi |               |                                       |                       |            |
| |               |                                       |                       |            |
| Miaschi 23 | Punti         | 20 Johnson                            |                       |            |
| Vitali 8 | Assist        | 9 Johnson                             |                       |            |
| Harris 6 | Rimbalzi      | 5 Hogue, Italiano                     |                       |            |
| Alessandro Finelli | Allenatori    | Alessandro Rossi                      |                       |            |

| Rieti 15 ottobre 2023, ore 18:00 4ª giornata                                                                                               | Real Sebastiani Rieti | 90 – 70 (24-25; 45-41; 65-59) referto | Latina Basket | PalaSojourner |
| Johnson 22 Punti 18 Alipiev Hogue , Italiano 5 Assist 3 Moretti Hogue 14 Rimbalzi 10 Moretti Alessandro Rossi Allenatori Giuseppe Di Manno |                       |                                       |               |               |
| |                       |                                       |               |               |
| Johnson 22 | Punti                 | 18 Alipiev                            |               |               |
| Hogue, Italiano 5 | Assist                | 3 Moretti                             |               |               |
| Hogue 14 | Rimbalzi              | 10 Moretti                            |               |               |
| Alessandro Rossi | Allenatori            | Giuseppe Di Manno                     |               |               |

| Casale Monferrato 21 ottobre 2023, ore 20:30 5ª giornata                                                                                       | Monferrato Basket | 97 – 92 (22-17; 41-43; 64-62) referto | Real Sebastiani Rieti | PalaFerraris |
| Kelly 26 Punti 23 Johnson , Sarto Kelly 4 Assist 4 Johnson , Raucci Pepper 11 Rimbalzi 9 Ancellotti Fabio Di Bella Allenatori Alessandro Rossi |                   |                                       |                       |              |
| |                   |                                       |                       |              |
| Kelly 26 | Punti             | 23 Johnson, Sarto                     |                       |              |
| Kelly 4 | Assist            | 4 Johnson, Raucci                     |                       |              |
| Pepper 11 | Rimbalzi          | 9 Ancellotti                          |                       |              |
| Fabio Di Bella | Allenatori        | Alessandro Rossi                      |                       |              |

| Rieti 29 ottobre 2023, ore 18:00 6ª giornata                                                                                         | Real Sebastiani Rieti | 85 – 76 (20-27; 47-42; 64-55) referto | JuVi Cremona | PalaSojourner |
| Johnson 18 Punti 17 Sabatino Italiano 4 Assist 6 Medford Johnson , Hogue 8 Rimbalzi 6 Timperi Alessandro Rossi Allenatori Luca Bechi |                       |                                       |              |               |
| |                       |                                       |              |               |
| Johnson 18 | Punti                 | 17 Sabatino                           |              |               |
| Italiano 4 | Assist                | 6 Medford                             |              |               |
| Johnson, Hogue 8 | Rimbalzi              | 6 Timperi                             |              |               |
| Alessandro Rossi | Allenatori            | Luca Bechi                            |              |               |

| Rieti 1 novembre 2023, ore 17:00 7ª giornata                                                                             | Real Sebastiani Rieti | 78 – 82 (21-20; 44-39; 63-49) referto | Urania Milano | PalaSojourner |
| Johnson 18 Punti 23 Amato Spanghero 3 Assist 6 Amato Hogue 12 Rimbalzi 8 Piunti Alessandro Rossi Allenatori Davide Villa |                       |                                       |               |               |
| |                       |                                       |               |               |
| Johnson 18 | Punti                 | 23 Amato                              |               |               |
| Spanghero 3 | Assist                | 6 Amato                               |               |               |
| Hogue 12 | Rimbalzi              | 8 Piunti                              |               |               |
| Alessandro Rossi | Allenatori            | Davide Villa                          |               |               |

| Roma 5 novembre 2023, ore 19:00 8ª giornata | LUISS Roma | 65 – 90 (15-25; 35-40; 45-62) referto | Real Sebastiani Rieti | PalaTiziano |
| D’Argenzio 19 Punti 13 Spanghero Pasqualin, D’Argenzio 2 Assist 3 Johnson Miska 10 Rimbalzi 8 Ancellotti Andrea Paccariè Allenatori Alessandro Rossi |            |                                       |                       |             |
| |            |                                       |                       |             |
| D’Argenzio 19 | Punti      | 13 Spanghero                          |                       |             |
| Pasqualin, D’Argenzio 2 | Assist     | 3 Johnson                             |                       |             |
| Miska 10 | Rimbalzi   | 8 Ancellotti                          |                       |             |
| Andrea Paccariè | Allenatori | Alessandro Rossi                      |                       |             |

| Desio 12 novembre 2023, ore 18:00 9ª giornata                                                                              | Pall. Cantù | 81 – 66 (25-10; 46-25; 63-44) referto | Real Sebastiani Rieti | PalaDesio |
| Hickey 20 Punti 19 Hogue Hickey 8 Assist 6 Johnson Nwohuocha 8 Rimbalzi 9 Hogue Devis Cagnardi Allenatori Alessandro Rossi |             |                                       |                       |           |
| |             |                                       |                       |           |
| Hickey 20 | Punti       | 19 Hogue                              |                       |           |
| Hickey 8 | Assist      | 6 Johnson                             |                       |           |
| Nwohuocha 8 | Rimbalzi    | 9 Hogue                               |                       |           |
| Devis Cagnardi | Allenatori  | Alessandro Rossi                      |                       |           |

| Rieti 19 novembre 2023, ore 18:00 10ª giornata                                                                                                  | Real Sebastiani Rieti | 80 – 71 (21-16; 46-39; 67-57) referto | Pall. Vigevano | PalaSojourner |
| Johnson 27 Punti 14 Battistini, Wideman Ancellotti 4 Assist 6 Amici Petrovic 8 Rimbalzi 12 Battistini Alessandro Rossi Allenatori Lorenzo Pansa |                       |                                       |                |               |
| |                       |                                       |                |               |
| Johnson 27 | Punti                 | 14 Battistini, Wideman                |                |               |
| Ancellotti 4 | Assist                | 6 Amici                               |                |               |
| Petrovic 8 | Rimbalzi              | 12 Battistini                         |                |               |
| Alessandro Rossi | Allenatori            | Lorenzo Pansa                         |                |               |

| Trapani 26 novembre 2023, ore 20:30 11ª giornata                                                                             | Trapani Shark | 95 – 71 (22-21; 41-36; 70-51) referto | Real Sebastiani Rieti | PalaShark |
| Mobio 21 Punti 16 Hogue Notae 6 Assist 4 Spanghero Horton 8 Rimbalzi 7 Spanghero Daniele Parente Allenatori Alessandro Rossi |               |                                       |                       |           |
| |               |                                       |                       |           |
| Mobio 21 | Punti         | 16 Hogue                              |                       |           |
| Notae 6 | Assist        | 4 Spanghero                           |                       |           |
| Horton 8 | Rimbalzi      | 7 Spanghero                           |                       |           |
| Daniele Parente | Allenatori    | Alessandro Rossi                      |                       |           |

#### Girone di ritorno
| Rieti 3 dicembre 2023, ore 18:00 12ª giornata                                                                                              | Real Sebastiani Rieti | 85 – 84 (16-19; 42-33; 58-51) referto | Fortitudo Agrigento | PalaSojourner |
| Johnson 26 Punti 29 Cohill Hogue 4 Assist 6 Ambrosin Hogue , Ancellotti 9 Rimbalzi 17 Polakovich Alessandro Rossi Allenatori Damiano Pilot |                       |                                       |                     |               |
| |                       |                                       |                     |               |
| Johnson 26 | Punti                 | 29 Cohill                             |                     |               |
| Hogue 4 | Assist                | 6 Ambrosin                            |                     |               |
| Hogue, Ancellotti 9 | Rimbalzi              | 17 Polakovich                         |                     |               |
| Alessandro Rossi | Allenatori            | Damiano Pilot                         |                     |               |

| Torino 6 dicembre 2023, ore 20:30 13ª giornata                                                                               | Basket Torino | 86 – 84 (18-29; 48-53; 68-71) referto | Real Sebastiani Rieti | PalaRuffini |
| De Vico 20 Punti 26 Johnson Vencato 8 Assist 5 Ancellotti Poser 10 Rimbalzi 8 Hogue Franco Ciani Allenatori Alessandro Rossi |               |                                       |                       |             |
| |               |                                       |                       |             |
| De Vico 20 | Punti         | 26 Johnson                            |                       |             |
| Vencato 8 | Assist        | 5 Ancellotti                          |                       |             |
| Poser 10 | Rimbalzi      | 8 Hogue                               |                       |             |
| Franco Ciani | Allenatori    | Alessandro Rossi                      |                       |             |

| Rieti 10 dicembre 2023, ore 18:00 14ª giornata                                                                                         | Real Sebastiani Rieti | 85 – 76 (23-17; 35-37; 65-52) referto | Blu Treviglio | PalaSojourner |
| Spanghero 19 Punti 20 Miaschi Petrovic 6 Assist 5 Harris Hogue 9 Rimbalzi 4 5 giocatori Alessandro Rossi Allenatori Alessandro Finelli |                       |                                       |               |               |
| |                       |                                       |               |               |
| Spanghero 19 | Punti                 | 20 Miaschi                            |               |               |
| Petrovic 6 | Assist                | 5 Harris                              |               |               |
| Hogue 9 | Rimbalzi              | 4 5 giocatori                         |               |               |
| Alessandro Rossi | Allenatori            | Alessandro Finelli                    |               |               |

| Ferentino 16 dicembre 2023, ore 19:00 15ª giornata                                                                                           | Latina Basket | 71 – 84 (15-27; 43-47; 59-65) referto | Real Sebastiani Rieti | PalaPonteGrande |
| Mayfield 23 Punti 28 Johnson Mayfield , Moretti 3 Assist 6 Spanghero Alipiev 8 Rimbalzi 19 Hogue Giancarlo Sacco Allenatori Alessandro Rossi |               |                                       |                       |                 |
| |               |                                       |                       |                 |
| Mayfield 23 | Punti         | 28 Johnson                            |                       |                 |
| Mayfield, Moretti 3 | Assist        | 6 Spanghero                           |                       |                 |
| Alipiev 8 | Rimbalzi      | 19 Hogue                              |                       |                 |
| Giancarlo Sacco | Allenatori    | Alessandro Rossi                      |                       |                 |

| Rieti 23 dicembre 2023, ore 20:30 16ª giornata | Real Sebastiani Rieti | 72 – 71 (15-20; 34-40; 54-53) referto | Monferrato Basket | PalaSojourner |
| Johnson 26 Punti 16 Pepper , Martinoni Sanguinetti 4 Assist 6 Calzavara Ancellotti 9 Rimbalzi 9 Martinoni Alessandro Rossi Allenatori Fabio Di Bella |                       |                                       |                   |               |
| |                       |                                       |                   |               |
| Johnson 26 | Punti                 | 16 Pepper, Martinoni                  |                   |               |
| Sanguinetti 4 | Assist                | 6 Calzavara                           |                   |               |
| Ancellotti 9 | Rimbalzi              | 9 Martinoni                           |                   |               |
| Alessandro Rossi | Allenatori            | Fabio Di Bella                        |                   |               |

| Cremona 29 dicembre 2023, ore 20:45 17ª giornata                                                                            | JuVi Cremona | 79 – 77 (26-23; 49-40; 61-61) referto | Real Sebastiani Rieti | PalaRadi |
| Timperi 16 Punti 22 Johnson Medford 6 Assist 6 Sanguinetti Tortù 7 Rimbalzi 11 Hogue Luca Bechi Allenatori Alessandro Rossi |              |                                       |                       |          |
| |              |                                       |                       |          |
| Timperi 16 | Punti        | 22 Johnson                            |                       |          |
| Medford 6 | Assist       | 6 Sanguinetti                         |                       |          |
| Tortù 7 | Rimbalzi     | 11 Hogue                              |                       |          |
| Luca Bechi | Allenatori   | Alessandro Rossi                      |                       |          |

| Rieti 6 gennaio 2024, ore 20:30 18ª giornata                                                                            | Urania Milano | 84 – 86 (21-12; 38-45; 63-63) referto | Real Sebastiani Rieti | PalaLido |
| Lupusor 18 Punti 22 Hogue Amato 5 Assist 4 Johnson Lupusor 12 Rimbalzi 9 Hogue Davide Villa Allenatori Alessandro Rossi |               |                                       |                       |          |
| |               |                                       |                       |          |
| Lupusor 18 | Punti         | 22 Hogue                              |                       |          |
| Amato 5 | Assist        | 4 Johnson                             |                       |          |
| Lupusor 12 | Rimbalzi      | 9 Hogue                               |                       |          |
| Davide Villa | Allenatori    | Alessandro Rossi                      |                       |          |

| Rieti 14 gennaio 2024, ore 18:00 19ª giornata                                                                                                  | Real Sebastiani Rieti | 81 – 72 (18-19; 41-42; 58-55) referto | LUISS Roma | PalaSojourner |
| Sarto , Johnson 18 Punti 24 Miska Sanguinetti , Johnson 6 Assist 4 Miska Hogue 14 Rimbalzi 6 Miska Alessandro Rossi Allenatori Andrea Paccariè |                       |                                       |            |               |
| |                       |                                       |            |               |
| Sarto, Johnson 18 | Punti                 | 24 Miska                              |            |               |
| Sanguinetti, Johnson 6 | Assist                | 4 Miska                               |            |               |
| Hogue 14 | Rimbalzi              | 6 Miska                               |            |               |
| Alessandro Rossi | Allenatori            | Andrea Paccariè                       |            |               |

| Rieti 21 gennaio 2024, ore 16:00 20ª giornata                                                                                       | Real Sebastiani Rieti | 74 – 96 (19-28; 30-52; 55-74) referto | Pall. Cantù | PalaSojourner |
| Johnson 17 Punti 26 Baldi Rossi Johnson 4 Assist 9 Hickey Hogue 6 Rimbalzi 8 Baldi Rossi Alessandro Rossi Allenatori Devis Cagnardi |                       |                                       |             |               |
| |                       |                                       |             |               |
| Johnson 17 | Punti                 | 26 Baldi Rossi                        |             |               |
| Johnson 4 | Assist                | 9 Hickey                              |             |               |
| Hogue 6 | Rimbalzi              | 8 Baldi Rossi                         |             |               |
| Alessandro Rossi | Allenatori            | Devis Cagnardi                        |             |               |

| Vigevano 28 gennaio 2024, ore 18:00 21ª giornata                                                                           | Pall. Vigevano | 67 – 85 (16-18; 32-40; 50-66) referto | Real Sebastiani Rieti | PalaElachem |
| Smith 20 Punti 26 Johnson Rossi 8 Assist 6 Hogue Battistini 10 Rimbalzi 13 Hogue Lorenzo Pansa Allenatori Alessandro Rossi |                |                                       |                       |             |
| |                |                                       |                       |             |
| Smith 20 | Punti          | 26 Johnson                            |                       |             |
| Rossi 8 | Assist         | 6 Hogue                               |                       |             |
| Battistini 10 | Rimbalzi       | 13 Hogue                              |                       |             |
| Lorenzo Pansa | Allenatori     | Alessandro Rossi                      |                       |             |

| Rieti 4 febbraio 2024, ore 18:00 22ª giornata                                                                                      | Real Sebastiani Rieti | 77 – 80 (14-10; 32-25; 55-47) referto | Trapani Shark | PalaSojourner |
| Johnson 26 Punti 16 Marini Johnson 7 Assist 4 Mobio Hogue 10 Rimbalzi 8 Marini , Mobio Alessandro Rossi Allenatori Daniele Parente |                       |                                       |               |               |
| |                       |                                       |               |               |
| Johnson 26 | Punti                 | 16 Marini                             |               |               |
| Johnson 7 | Assist                | 4 Mobio                               |               |               |
| Hogue 10 | Rimbalzi              | 8 Marini, Mobio                       |               |               |
| Alessandro Rossi | Allenatori            | Daniele Parente                       |               |               |

#### Seconda Fase - Fase ad Orologio
| Forlì 11 febbraio 2024, ore 18:00 23ª giornata | Pall. Forlì 2.015 | 83 – 73 (24-16; 41-38; 63-56) referto | Real Sebastiani Rieti | PalaGalassi |
| \| \| \| \| \| Johnson 14 \| Punti \| 23 Hogue \| \| Zampini 6 \| Assist \| 3 Spanghero \| \| Zilli 6 \| Rimbalzi \| 9 Hogue \| \| Antimo Martino \| Allenatori \| Alessandro Rossi \| |                   |                                       |                       |             |
| |                   |                                       |                       |             |
| Johnson 14 | Punti             | 23 Hogue                              |                       |             |
| Zampini 6 | Assist            | 3 Spanghero                           |                       |             |
| Zilli 6 | Rimbalzi          | 9 Hogue                               |                       |             |
| Antimo Martino | Allenatori        | Alessandro Rossi                      |                       |             |

| Rieti 18 febbraio 2024, ore 18:00 24ª giornata | Real Sebastiani Rieti | 93 – 86 (25-25; 50-45; 75-61) referto | Rinascita B. Rimini | PalaSojourner |
| \| \| \| \| \| Johnson 26 \| Punti \| 26 Marks \| \| Sarto 4 \| Assist \| 4 Grande \| \| Hogue 14 \| Rimbalzi \| 11 Johnson \| \| Alessandro Rossi \| Allenatori \| Sandro Dell'Agnello \| |                       |                                       |                     |               |
| |                       |                                       |                     |               |
| Johnson 26 | Punti                 | 26 Marks                              |                     |               |
| Sarto 4 | Assist                | 4 Grande                              |                     |               |
| Hogue 14 | Rimbalzi              | 11 Johnson                            |                     |               |
| Alessandro Rossi | Allenatori            | Sandro Dell'Agnello                   |                     |               |

| Orzinuovi 25 febbraio 2024, ore 18:00 25ª giornata | G.M. OrziBasket | 72 – 74 (14-15; 32-32; 56-47) referto | Real Sebastiani Rieti | PalaBertocchi |
| \| \| \| \| \| Basile 23 \| Punti \| 23 Johnson \| \| Jorgensen 5 \| Assist \| 3 Sarto \| \| Basile 8 \| Rimbalzi \| 9 Hogue \| \| Andrea Zanchi \| Allenatori \| Alessandro Rossi \| |                 |                                       |                       |               |
| |                 |                                       |                       |               |
| Basile 23 | Punti           | 23 Johnson                            |                       |               |
| Jorgensen 5 | Assist          | 3 Sarto                               |                       |               |
| Basile 8 | Rimbalzi        | 9 Hogue                               |                       |               |
| Andrea Zanchi | Allenatori      | Alessandro Rossi                      |                       |               |

| Rieti 3 marzo 2024, ore 18:00 26ª giornata | Real Sebastiani Rieti | 77 – 46 (17-22; 35-28; 55-34) referto | Nardò Basket | PalaSojourner |
| \| \| \| \| \| Sarto 21 \| Punti \| 16 Parravicini \| \| Johnson 5 \| Assist \| 3 Smith \| \| Sarto, Piccin 7 \| Rimbalzi \| 9 Iannuzzi \| \| Alessandro Rossi \| Allenatori \| Luca Dalmonte \| |                       |                                       |              |               |
| |                       |                                       |              |               |
| Sarto 21 | Punti                 | 16 Parravicini                        |              |               |
| Johnson 5 | Assist                | 3 Smith                               |              |               |
| Sarto, Piccin 7 | Rimbalzi              | 9 Iannuzzi                            |              |               |
| Alessandro Rossi | Allenatori            | Luca Dalmonte                         |              |               |

| Bologna 10 marzo 2024, ore 18:00 27ª giornata | Fortitudo Bologna | 70 – 76 (22-21; 44-35: 60-51) referto | Real Sebastiani Rieti | PalaDozza |
| \| \| \| \| \| Ogden 17 \| Punti \| 16 Hogue \| \| Fantinelli 10 \| Assist \| 4 Ancellotti \| \| Freeman 7 \| Rimbalzi \| 8 Hogue \| \| Attilio Caja \| Allenatori \| Alessandro Rossi \| |                   |                                       |                       |           |
| |                   |                                       |                       |           |
| Ogden 17 | Punti             | 16 Hogue                              |                       |           |
| Fantinelli 10 | Assist            | 4 Ancellotti                          |                       |           |
| Freeman 7 | Rimbalzi          | 8 Hogue                               |                       |           |
| Attilio Caja | Allenatori        | Alessandro Rossi                      |                       |           |

| Rieti 24 marzo 2024, ore 18:00 28ª giornata | Real Sebastiani Rieti | 82 – 85 (15-23; 28-46; 51-61) referto | U.C.C. Piacenza | PalaSojourner |
| \| \| \| \| \| Sarto 17 \| Punti \| 20 Serpilli \| \| Spanghero 7 \| Assist \| 5 Sabatini \| \| Hogue 10 \| Rimbalzi \| 12 Skeens \| \| Alessandro Rossi \| Allenatori \| Stefano Salieri \| |                       |                                       |                 |               |
| |                       |                                       |                 |               |
| Sarto 17 | Punti                 | 20 Serpilli                           |                 |               |
| Spanghero 7 | Assist                | 5 Sabatini                            |                 |               |
| Hogue 10 | Rimbalzi              | 12 Skeens                             |                 |               |
| Alessandro Rossi | Allenatori            | Stefano Salieri                       |                 |               |

| Chiusi 31 marzo 2024, ore 18:00 29ª giornata | San Giobbe Chiusi | 68 – 71 (14-20; 29-29: 38-49) referto | Real Sebastiani Rieti | PalaPania |
| \| \| \| \| \| Heinonen 17 \| Punti \| 31 Johnson \| \| Raffaelli, Heinonen 3 \| Assist \| 3 Hogue \| \| Possamai 8 \| Rimbalzi \| 6 Hogue, Sarto, Ancellotti \| \| Giovanni Bassi \| Allenatori \| Alessandro Rossi \| |                   |                                       |                       |           |
| |                   |                                       |                       |           |
| Heinonen 17 | Punti             | 31 Johnson                            |                       |           |
| Raffaelli, Heinonen 3 | Assist            | 3 Hogue                               |                       |           |
| Possamai 8 | Rimbalzi          | 6 Hogue, Sarto, Ancellotti            |                       |           |
| Giovanni Bassi | Allenatori        | Alessandro Rossi                      |                       |           |

| Rieti 7 aprile 2024, ore 18:00 30ª giornata                                                                                        | Real Sebastiani Rieti | 84 – 75 (21-27; 39-48; 62-61) referto | Benedetto XIV Cento | PalaSojourner |
| Johnson 23 Punti 17 Musso , Mitchell Hogue 4 Assist 5 Archie Hogue 10 Rimbalzi 7 Archie Alessandro Rossi Allenatori Matteo Mecacci |                       |                                       |                     |               |
| |                       |                                       |                     |               |
| Johnson 23 | Punti                 | 17 Musso, Mitchell                    |                     |               |
| Hogue 4 | Assist                | 5 Archie                              |                     |               |
| Hogue 10 | Rimbalzi              | 7 Archie                              |                     |               |
| Alessandro Rossi | Allenatori            | Matteo Mecacci                        |                     |               |

| Udine 13 aprile 2024, ore 20:30 31ª giornata | Amici Pall. Udinese | 66 – 89 (21-23; 40-35: 56-64) referto | Real Sebastiani Rieti | PalaCarnera |
| \| \| \| \| \| Alibegovic 19 \| Punti \| 21 Johnson \| \| Monaldi 5 \| Assist \| 5 Raucci \| \| Da Ros 7 \| Rimbalzi \| 9 Hogue \| \| Adriano Vertemati \| Allenatori \| Alessandro Rossi \| |                     |                                       |                       |             |
| |                     |                                       |                       |             |
| Alibegovic 19 | Punti               | 21 Johnson                            |                       |             |
| Monaldi 5 | Assist              | 5 Raucci                              |                       |             |
| Da Ros 7 | Rimbalzi            | 9 Hogue                               |                       |             |
| Adriano Vertemati | Allenatori          | Alessandro Rossi                      |                       |             |

| Rieti 21 aprile 2024, ore 18:00 32ª giornata | Real Sebastiani Rieti | 87 – 92 (13-20; 33-44; 56-63) referto | Pall. Trieste | PalaSojourner |
| \| \| \| \| \| Johnson 26 \| Punti \| 24 Ruzzier \| \| Johnson, Hogue 3 \| Assist \| 6 Brooks, Filloy \| \| Hogue 9 \| Rimbalzi \| 7 Vildera, Deangeli \| \| Alessandro Rossi \| Allenatori \| Jamion Christian \| |                       |                                       |               |               |
| |                       |                                       |               |               |
| Johnson 26 | Punti                 | 24 Ruzzier                            |               |               |
| Johnson, Hogue 3 | Assist                | 6 Brooks, Filloy                      |               |               |
| Hogue 9 | Rimbalzi              | 7 Vildera, Deangeli                   |               |               |
| Alessandro Rossi | Allenatori            | Jamion Christian                      |               |               |

## Playoff

### Quarti di finale
| Rieti 4 maggio 2024, ore 21:00 Gara 1 | Real Sebastiani Rieti | 74 – 73 (13-21; 24-27; 43-44) referto | Rinascita B. Rimini | PalaSojourner |
| \| \| \| \| \| Johnson 21 \| Punti \| 28 Grande \| \| Johnson 5 \| Assist \| 4 Simioni \| \| Ancellotti 7 \| Rimbalzi \| 13 Johnson \| \| Alessandro Rossi \| Allenatori \| Sandro Dell'Agnello \| |                       |                                       |                     |               |
| |                       |                                       |                     |               |
| Johnson 21 | Punti                 | 28 Grande                             |                     |               |
| Johnson 5 | Assist                | 4 Simioni                             |                     |               |
| Ancellotti 7 | Rimbalzi              | 13 Johnson                            |                     |               |
| Alessandro Rossi | Allenatori            | Sandro Dell'Agnello                   |                     |               |

| Rieti 6 maggio 2024, ore 21:00 Gara 2 | Real Sebastiani Rieti | 73 – 69 (15-30; 37-47; 54-54) referto | Rinascita B. Rimini | PalaSojourner |
| \| \| \| \| \| Johnson 24 \| Punti \| 17 Simioni \| \| Johnson 7 \| Assist \| 4 Johnson, Marks \| \| Hogue 12 \| Rimbalzi \| 10 Johnson \| \| Alessandro Rossi \| Allenatori \| Sandro Dell'Agnello \| |                       |                                       |                     |               |
| |                       |                                       |                     |               |
| Johnson 24 | Punti                 | 17 Simioni                            |                     |               |
| Johnson 7 | Assist                | 4 Johnson, Marks                      |                     |               |
| Hogue 12 | Rimbalzi              | 10 Johnson                            |                     |               |
| Alessandro Rossi | Allenatori            | Sandro Dell'Agnello                   |                     |               |

| Rimini 9 maggio 2024, ore 20:30 Gara 3 | Rinascita B. Rimini | 64 – 77 (15-15; 27-28; 49-54) referto | Real Sebastiani Rieti | PalaFlaminio |
| \| \| \| \| \| Marks 20 \| Punti \| 28 Johnson \| \| Johnson, Grande 2 \| Assist \| 4 Johnson \| \| Johnson 12 \| Rimbalzi \| 12 Hogue \| \| Sandro Dell'Agnello \| Allenatori \| Alessandro Rossi \| |                     |                                       |                       |              |
| |                     |                                       |                       |              |
| Marks 20 | Punti               | 28 Johnson                            |                       |              |
| Johnson, Grande 2 | Assist              | 4 Johnson                             |                       |              |
| Johnson 12 | Rimbalzi            | 12 Hogue                              |                       |              |
| Sandro Dell'Agnello | Allenatori          | Alessandro Rossi                      |                       |              |

Semifinali
| Bologna 19 maggio 2024, ore 18:00 Gara 1 | Fortitudo Bologna | 67 – 58 (14-13; 38-42; 52-55) referto | Real Sebastiani Rieti | PalaDozza |
| \| \| \| \| \| Freeman 13 \| Punti \| 13 Spanghero, Johnson \| \| Fantinelli 9 \| Assist \| 3 Johnson \| \| Freeman 8 \| Rimbalzi \| 6 Raucci \| \| Attilio Caja \| Allenatori \| Alessandro Rossi \| |                   |                                       |                       |           |
| |                   |                                       |                       |           |
| Freeman 13 | Punti             | 13 Spanghero, Johnson                 |                       |           |
| Fantinelli 9 | Assist            | 3 Johnson                             |                       |           |
| Freeman 8 | Rimbalzi          | 6 Raucci                              |                       |           |
| Attilio Caja | Allenatori        | Alessandro Rossi                      |                       |           |

| Bologna 21 maggio 2024, ore 21:00 Gara 2 | Fortitudo Bologna | 75 – 59 (24-17; 40-28; 57-43) referto | Real Sebastiani Rieti | PalaDozza |
| \| \| \| \| \| Ogden 19 \| Punti \| 11 Spanghero \| \| Fantinelli 6 \| Assist \| 4 Ancellotti \| \| Ogden 9 \| Rimbalzi \| 6 Petrovic \| \| Attilio Caja \| Allenatori \| Alessandro Rossi \| |                   |                                       |                       |           |
| |                   |                                       |                       |           |
| Ogden 19 | Punti             | 11 Spanghero                          |                       |           |
| Fantinelli 6 | Assist            | 4 Ancellotti                          |                       |           |
| Ogden 9 | Rimbalzi          | 6 Petrovic                            |                       |           |
| Attilio Caja | Allenatori        | Alessandro Rossi                      |                       |           |

| Rieti 24 maggio 2024, ore 21:00 Gara 3 | Real Sebastiani Rieti | 58 – 60 (20-19; 29-33; 48-48) referto | Fortitudo Bologna | PalaSojourner |
| \| \| \| \| \| Spanghero 15 \| Punti \| 16 Freeman \| \| Spanghero 3 \| Assist \| 3 Aradori, Panni \| \| Raucci, Petrovic 7 \| Rimbalzi \| 9 Ogden \| \| Alessandro Rossi \| Allenatori \| Attilio Caja \| |                       |                                       |                   |               |
| |                       |                                       |                   |               |
| Spanghero 15 | Punti                 | 16 Freeman                            |                   |               |
| Spanghero 3 | Assist                | 3 Aradori, Panni                      |                   |               |
| Raucci, Petrovic 7 | Rimbalzi              | 9 Ogden                               |                   |               |
| Alessandro Rossi | Allenatori            | Attilio Caja                          |                   |               |